# California State Route 99
De California State Route 99 (SR 99), meestal Highway 99 of kortweg 99 genoemd, is een state highway van de Amerikaanse deelstaat Californië.
De weg verbindt de twee uitersten van de lange, noord-zuid georiënteerde Central Valley. Highway 99 begint in het zuiden aan de Interstate 5-snelweg nabij Wheeler Ridge en eindigt aan State Route 36 nabij Red Bluff. Highway 99 verbindt veel grote steden in de Central Valley, waaronder Bakersfield, Visalia, Fresno, Madera, Merced, Modesto, Stockton, Sacramento, Yuba City en Chico, en vormt daardoor het belangrijkste alternatief op de Interstate 5, die westelijker ligt.
Het merendeel van de State Route 99 is autosnelweg. Er zijn plannen om van Highway 99 een Interstate highway te maken, als een parallel alternatief op de I-5 van Los Angeles naar Sacramento. Mogelijke namen zijn Interstate 7 of 9.